# Texola anomalus coracara
Texola anomalus subsp. coracara es una mariposa endémica de México de la familia Nymphalidae, que fue descrita originalmente bajo el nombre científico de Phyciodes coracara por Dyar en el año de 1912.

## Descripción
Las antenas son de color negro, al igual que las alas anteriores en su vista dorsal. En el ala anterior presenta dos o tres puntos de color blanco dentro de la celda discal. También presenta dos series de puntos en la región postdiscal interna y externa. En el borde del ala presenta pelos cortos blanco y negros. Las alas son redondas en margen costal y externo, al igual que el ápice, formando un perímetro del ala redondo. El margen es ondulado en su lado convexo presenta pelos negros y lado cóncavo pelos blancos. Las alas posteriores son de color negro también onduladas en su margen, con pelos cortos de color negro en su parte convexa y blancos en su parte cóncava. Presenta una serie de puntos blancos en la región postdiscal interna. Cabeza, tórax y abdomen son de color negro. Ventralmente las alas anteriores son de color negro. Contiene serie de puntos blancos. En el margen externo presenta lúnulas de color naranjado. Las alas posteriores son de color negro con varias manchas anaranjadas en la región discal y una serie de líneas en la región postdiscal interna de color negro. por debajo presenta desde el área basal un color rosado muy claro. En la región postdiscal externa, presenta una serie de puntos blancos. El margen del ala posterior es ondulado y presenta lúnulas anaranjadas. Ventralmente la cabeza, tórax y abdomen son de color blanco.

## Distribución
Se le ha reportado en tres estados, Guerrero, Morelos y Puebla. 

## Hábitat
Se le puede encontrar  en áreas abiertas en los alrededores de la selva baja caducifolia. Se le ha reportado en las localidades en Guerrero: Iguala; Balsas; Mezcala, Río Mexcala. En Morelos: Cañón de Lobos; Cuernavaca. En Oaxaca. Santiago Dominguillo.

## Estado de conservación
No se encuentra enlistada en la NOM-059.